# Sonate pour violon en sol mineur
Pour les articles homonymes, voir Sonate pour violon et piano.
La Sonate pour violon en sol mineur est une pièce de musique de chambre en un mouvement pour violon et piano écrite par le compositeur britannique Arnold Bax en 1901.

## Contexte
Arnold Bax a écrit au moins cinq sonates pour violon, mais il n'en a publié que trois. La sonate en sol mineur, en un seul mouvement d'allure allegro appassionato est écrite en 1901 alors qu'il est étudiant à la Royal Academy of Music. Cette pièce est écrite pour Gladys Lees, avec qui il était en relation à la Royal Academy of Music, et elle a été jouée plus tard par Ivy Angove, une autre collègue de ses années d'étudiant.

## Discographie
- Violin Sonatas, Vol. 2 (No. 2, Sonata in F Major), Laurence Jackson (violon), Ashley Wass (piano), Naxos, 8.570094, novembre 2007